# Sanford, Maine
Sanford är en stad (city) i York County i delstaten Maine, USA, med 21 982 invånare (2020). Den har enligt United States Census Bureau en area på 126,3 km². 